# Nil Sorski

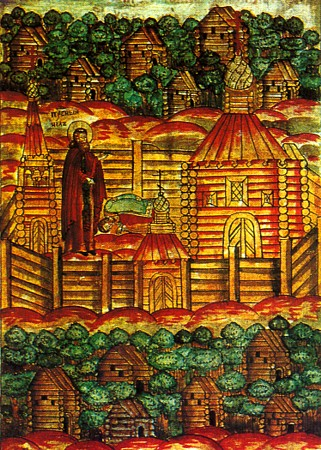
Nil Sorski in einer Skite, Ikone

Nil Sorski (auch Nilus von Sora, russisch Нил Сорский; * 1433 in Moskau als Nikolai Maikow, russisch Николай Майков; † 7. Mai 1508) war ein russischer Starez, Theologe und Mystiker.
Nil wurde als Sohn einer Moskauer Adelsfamilie geboren. Er trat in das Kirillo-Beloserski-Kloster ein. Um die Lebensweise der dortigen Mönche zu studieren, pilgerte er zum Berg Athos, wo er zum Anhänger des Hesychasmus wurde. Wieder zum Kirillo-Beloserski-Kloster zurückgekehrt gründete er in der Nähe des Klosters eine Eremitensiedlung (in Russland unter der Bezeichnung Skit bekannt), und widmete sich in der Einsamkeit dem Jesusgebet. Er sammelte Schüler um sich, aus denen die Bewegung der sogenannten „Uneigennützigen“ (russisch „Нестяжатели“/„Nestjaschateli“) entstand, eine Bewegung, die zu den monastisch-asketischen Idealen der Wüstenväter zurückkehren wollte und gegen die Lebensweise der Mönche in reichen Großklöstern auftrat, wie sie von Joseph von Wolokolamsk (Iossif Wolozki) und dessen Anhängern, den Iossifljanern, vertreten wurde. Nil organisierte das Leben seiner Schüler in Skiten. Er selbst wirkte als Starez und lebte wie seine Schüler in Einfachheit und Armut vom Verkauf ihrer Handarbeitsprodukte.
Anfang des 16. Jahrhunderts kam es zwischen den Uneigennützigen und den Iossifljanern zu Streitigkeiten. Ein Sobor im Jahr 1503 entschied in dieser Frage zugunsten der Iossifljaner. Die Uneigennützigen wurden dadurch zurückgedrängt. Trotz des anfänglichen Scheiterns seiner Bewegung legte Nil den Grundstein zur Blütezeit des Jesusgebets und des Starzentums in Russland Ende des 18. und im gesamten 19. Jahrhundert.